# Liste der Biografien/Wild
Liste der Biografien |
Portal Biografien |
Personensuche
# |
A |
B |
C |
D |
E |
F |
G |
H |
I |
J |
K |
L |
M |
N |
O |
P |
Q |
R |
S |
T |
U |
V |
W |
X |
Y |
Z |
?
 
Wa |
Wc |
Wd |
We |
Wh |
Wi |
Wj |
Wl |
Wn |
Wo |
Wr |
Ws |
Wt |
Wu |
Ww |
Wy |
Wz
 
Wia |
Wib |
Wic |
Wid |
Wie |
Wif |
Wig |
Wih |
Wii |
Wij |
Wik |
Wil |
Wim |
Win |
Wio |
Wip |
Wir |
Wis |
Wit |
Wiv |
Wiw |
Wix |
Wiz
 
Wila |
Wilb |
Wilc |
Wild |
Wile |
Wilf |
Wilg |
Wilh |
Wili |
Wilj |
Wilk |
Will |
Wilm |
Wiln |
Wilo |
Wilp |
Wilr |
Wils |
Wilt |
Wilu |
Wilw |
Wily |
Wilz
Die Liste der Biografien führt alle Personen auf, die in der deutschsprachigen Wikipedia einen Artikel haben. Dieses ist eine Teilliste mit 505 Einträgen von Personen, deren Namen mit den Buchstaben „Wild“ beginnt.

## Wild
- Wild Man Fischer (1944–2011), US-amerikanischer Musiker
- Wild, Abraham (1628–1689), Schweizer evangelischer Geistlicher
- Wild, Achilles (1854–1917), deutscher Ruderer
- Wild, Albert (1830–1896), deutscher Publizist in Bayern, MdR
- Wild, Albert (1908–1978), deutscher Landrat
- Wild, Albrecht (* 1959), deutscher Maler und Konzept-Künstler
- Wild, Alfred (1899–1976), Schweizer Schriftsteller
- Wild, Andreas (* 1963), deutscher Politiker (AfD)
- Wild, Anke (* 1967), deutsche Hockeyspielerin
- Wild, Anne (* 1967), deutsche Regisseurin, Drehbuchautorin und Produzentin
- Wild, August (1814–1896), deutscher Edelsteingraveur
- Wild, August (1881–1953), deutscher Politiker (SPD/USPD/KPD/SAP)
- Wild, August Rudolf (1891–1956), deutscher Edelsteingraveur und Gemmenschneider
- Wild, Bernhard (1776–1832), Schweizer Arzt, Politiker und Bürgermeister
- Wild, Bernhard (* 1931), Schweizer Bobfahrer
- Wild, Carl Rudolph von (1859–1951), deutscher Mediziner, Mitglied des Provinziallandtages der Provinz Hessen-Nassau
- Wild, Christian (* 1974), deutscher Biologe und Geograph
- Wild, Christian Gottlob (1785–1839), deutscher evangelischer Pfarrer, Begründer der Mundartdichtung des Erzgebirges
- Wild, Clarisse (* 1998), französische Handball- und Beachhandballspielerin
- Wild, Claude (* 1964), Schweizer Diplomat
- Wild, Clemens (* 1964), Schweizer Maler und Künstler der Art Brut
- Wild, Damon (* 1967), US-amerikanischer Musiker, Musikproduzent, Labelbetreiber und DJ
- Wild, Diane (* 1961), schweizerische Billardfunktionärin und Präsidentin der Confédération Européenne de Billard (CEB)
- Wild, Dieter (1931–2019), deutscher Journalist
- Wild, Dieter (* 1944), deutscher Fußballtorwart
- Wild, Earl (1915–2010), US-amerikanischer Pianist, Komponist und Dirigent
- Wild, Ed, britischer Kameramann
- Wild, Elisabeth (* 1922), österreichisch-schweizerische Malerin, Collage- und Installationskünstlerin
- Wild, Ella (1881–1932), Schweizer Journalistin und Redaktorin
- Wild, Enrique (* 1999), Schweizer Fußballspieler
- Wild, Erich (1895–1964), deutscher Heimatforscher
- Wild, Ernest (1879–1918), britischer Seemann der Royal Navy und Antarktisforscher
- Wild, Ernst (* 1930), deutscher Kameramann
- Wild, Eveline (* 1980), österreichische Fernsehköchin
- Wild, Falk-Willy (* 1967), deutscher SchauspielerFalk-Willy Wild (* 1967)

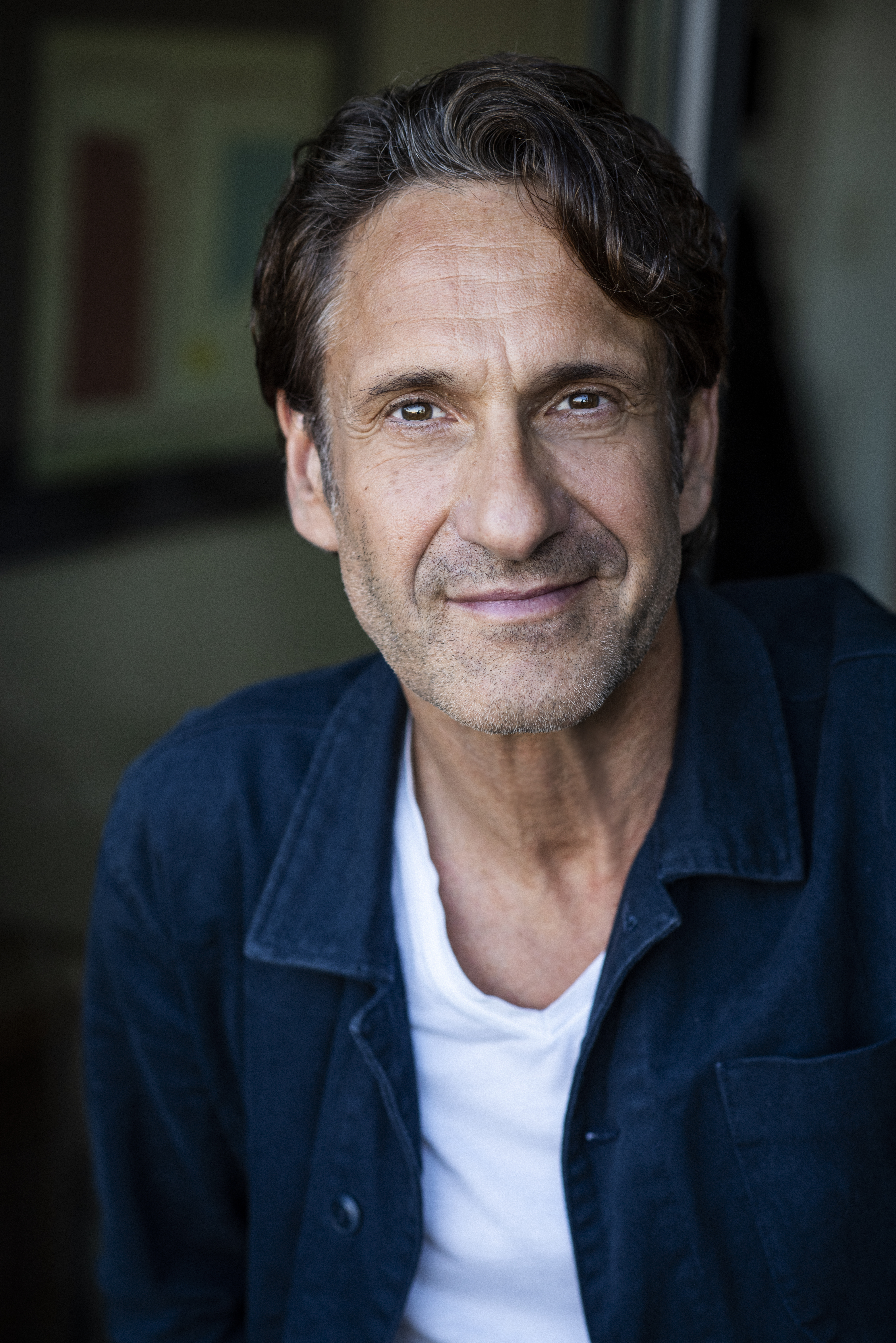
Falk-Willy Wild (* 1967)

- Wild, Frank (1873–1939), britischer Polarforscher
- Wild, Franz (1791–1860), österreichischer Sänger
- Wild, Franz Josef (1922–1998), deutscher Regisseur, Drehbuchautor und Fernsehproduzent
- Wild, Franz Samuel (1743–1802), Schweizer Geologe und Mineraloge
- Wild, Friedrich (1888–1966), österreichischer Anglist
- Wild, Georg (1926–1980), deutscher Historiker
- Wild, Gisela (* 1932), deutsche Juristin, ehemalige Rechtsanwältin, Richterin und Politikerin (FDP)
- Wild, Gordon (* 1995), deutscher Fußballspieler
- Wild, Gunter (* 1958), deutscher Versicherungsagent und Politiker (AfD), MdL
- Wild, Hans (* 1585), deutscher Landsknecht (Nürnberg), der in den Türkenkriegen kämpfte
- Wild, Hans Walter (1919–2001), deutscher Verwaltungsjurist und Kommunalpolitiker (SPD)
- Wild, Hans-Peter (* 1941), deutscher UnternehmerHans-Peter Wild (* 1941)

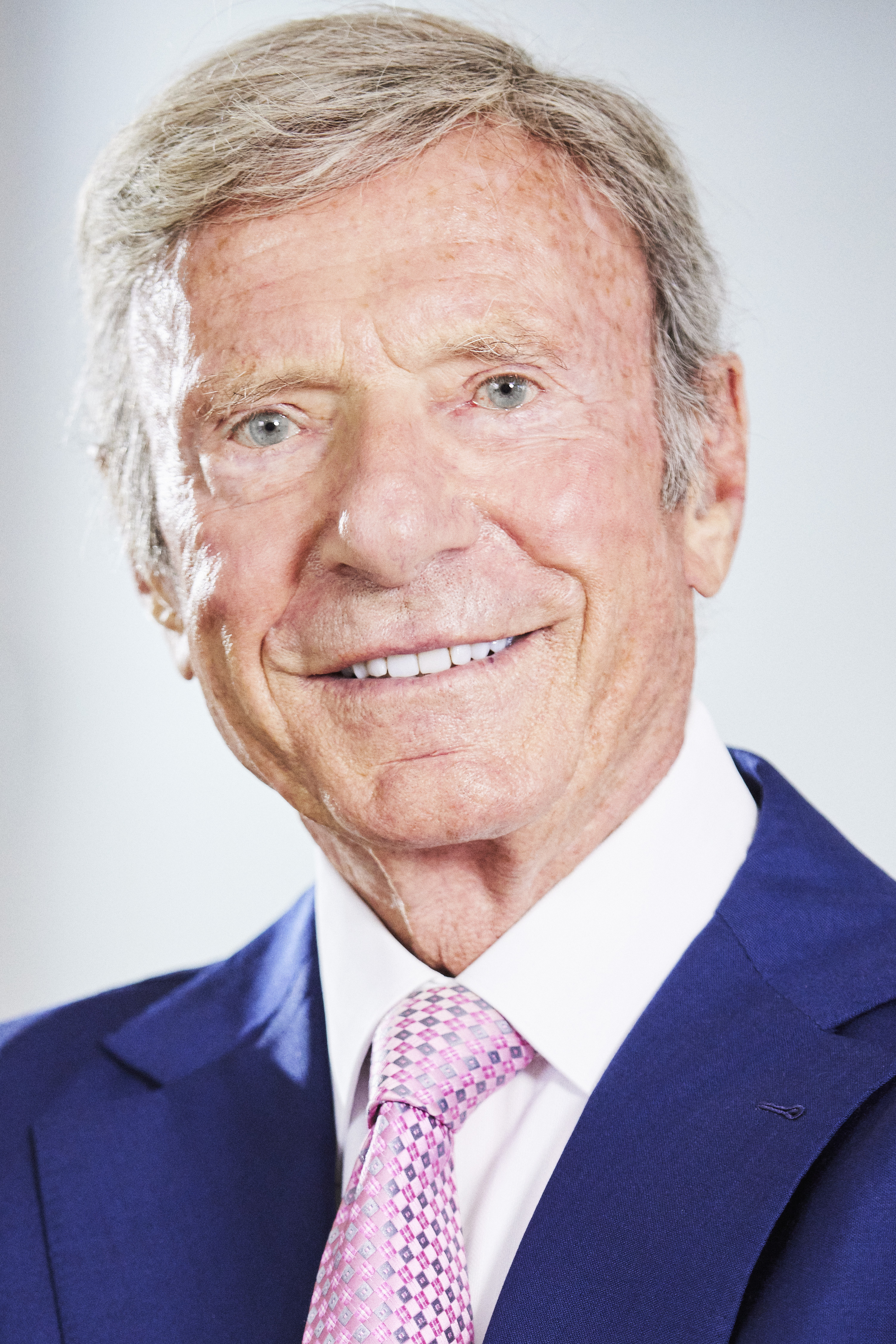
Hans-Peter Wild (* 1941)

- Wild, Harry J. (1901–1961), US-amerikanischer Kameramann
- Wild, Heinrich (1877–1951), Schweizer Erfinder und Unternehmer
- Wild, Heinrich IV. († 1454), Zisterzienserabt
- Wild, Heinrich von (1833–1902), Schweizer Meteorologe und Physiker
- Wild, Herbert (1886–1969), deutscher Politiker (NSDAP)
- Wild, Hermann (1884–1962), deutscher Jurist
- Wild, Horst (* 1943), deutscher Fußballspieler
- Wild, Jack (1952–2006), britischer Schauspieler
- Wild, Joachim (* 1942), deutscher Historiker und Archivar
- Wild, Johann (1858–1903), deutscher Verwaltungs- und Ministerialbeamter
- Wild, Johanna von (* 1964), deutschen Schriftstellerin
- Wild, Johannes (1790–1853), Schweizer Politiker und Industrieller
- Wild, Johannes (1814–1894), Schweizer Ingenieur und Kartograph
- Wild, John Paul (1923–2008), australischer Radioastronom und Wissenschaftsmanager
- Wild, Jonathan (1683–1725), britischer Krimineller
- Wild, Joseph (1901–1993), deutscher Bäckermeister, Handwerksfunktionär und Senator (Bayern)
- Wild, Julian (* 1973), britischer Bildhauer
- Wild, Jürgen (* 1961), deutscher Offizier, Manager und Unternehmensberater
- Wild, Karl (1917–1975), deutscher Eishockeyspieler und -trainer
- Wild, Karl (* 1948), Schweizer Journalist und Ghostwriter
- Wild, Karl Emil (1856–1923), Schweizer Politiker und Architekt
- Wild, Karl Martell (1882–1952), deutscher Ingenieurwissenschaftler
- Wild, Karl Samuel (1765–1848), Schweizer Beamter, Archivar und Schriftsteller
- Wild, Kirsten (* 1982), niederländische Radrennfahrerin
- Wild, Klaus von (* 1939), deutscher Neurochirurg und Neurotraumatologe
- Wild, Laurence (1890–1971), US-amerikanischer Marineoffizier
- Wild, Leonhard (* 1979), deutscher Eishockeytorwart
- Wild, Leonie (1908–2005), deutsche UnternehmerinLeonie Wild (1908–2005)

Leonie Wild (1908–2005)

- Wild, Linda (* 1971), US-amerikanische Tennisspielerin
- Wild, Lisa (* 1995), österreichische Voltigiererin
- Wild, Louis von (1817–1907), deutscher Gutsbesitzer, Mitglied der kurhessischen Ständeversammlung
- Wild, Ludwig (1780–1828), badischer Verwaltungsbeamter und Landtagsabgeordneter
- Wild, M. W. (* 1967), deutscher Sänger und Musikproduzent
- Wild, Margaret (* 1948), australische Schriftstellerin
- Wild, Margit (* 1957), deutsche Politikerin (SPD), MdL
- Wild, Markus (* 1971), Schweizer Philosoph
- Wild, Marquard (1661–1747), Schweizer Altertumsforscher und Magistrat
- Wild, Martin (* 1952), deutscher Eishockeyspieler und -trainer
- Wild, Martina, deutsche Kommunalpolitikerin (Bündnis 90/Die Grünen)
- Wild, Mauricio (1937–2020), Mitbegründer der Lernumgebung Pesta in Quito und Initiator des Netzwerkes Ecosimia
- Wild, Mia (* 2006), kroatische Leichtathletin
- Wild, Michael (* 1981), englischer Snookerspieler
- Wild, Michael Friedrich (1747–1832), deutscher Geodät und Naturforscher
- Wild, Michelle (* 1980), ungarische PornodarstellerinMichelle Wild (* 1980)

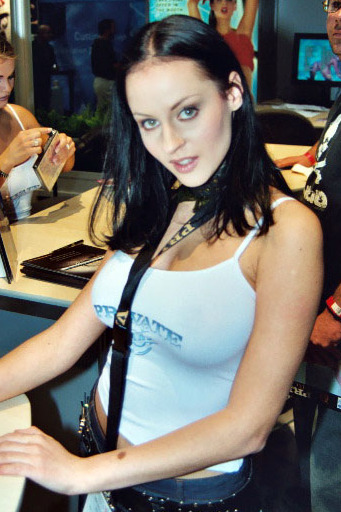
Michelle Wild (* 1980)

- Wild, Otto (1898–1971), deutscher Fassmaler und Impressionist
- Wild, Paul (1925–2014), Schweizer Astronom und Hochschullehrer
- Wild, Peter (* 1939), Schweizer Elektroingenieur
- Wild, Rainer (* 1943), deutscher Unternehmer und Stifter
- Wild, Rebeca (1939–2015), deutsche Pädagogin in Ecuador
- Wild, Reinhold (* 1943), deutscher Politiker (NPD)
- Wild, Richard (1912–1978), neuseeländischer Anwalt, Chief Justice von Neuseeland
- Wild, Robert (1875–1950), deutscher Verwaltungsjurist und Kommunalpolitiker
- Wild, Rudolf (1904–1995), deutscher UnternehmerRudolf Wild (1904–1995)

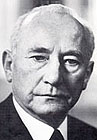
Rudolf Wild (1904–1995)

- Wild, Ruedi (* 1982), Schweizer Duathlet und Triathlet
- Wild, Rupert (* 1939), deutscher Paläontologe
- Wild, Ruth von (1912–1983), Schweizer Lehrerin
- Wild, Sandra (* 1984), Schweizer Sängerin
- Wild, Simone (* 1993), Schweizer Skirennläuferin
- Wild, Stefan (* 1937), deutscher Orientalist
- Wild, Stephan († 1550), deutscher Mediziner
- Wild, Susan (* 1957), amerikanische Politikerin der Demokratischen Partei
- Wild, Tasso (* 1940), deutscher Fußballspieler
- Wild, Urs (1936–2022), Schweizer Chemiker und Professor in Physikalischer Chemie
- Wild, Ute (* 1965), deutsche Ruderin und Olympiasiegerin
- Wild, Vic (* 1986), US-amerikanisch-russischer Snowboarder
- Wild, Walter (* 1872), Schweizer Fussballspieler, erster Präsident des FC Barcelona
- Wild, Walter (1908–1962), Schweizer Akkordeon-Virtuose, Komponist und Musik-Verleger
- Wild, Willi (* 1966), deutscher Journalist und Autor
- Wild, Willy (1919–1994), deutscher Politiker (SPD) und Abgeordneter des Hessischen Landtags
- Wild, Wolfgang (1930–2023), deutscher Kernphysiker, Politiker (CSU) und Hochschullehrer
- Wild, Wolfgang (* 1959), deutscher Sportmoderator
- Wild, Wolfgang von (1901–1964), deutscher Offizier der Luftwaffe der Wehrmacht im Zweiten Weltkrieg
- Wild-Idar, Rudolf (1871–1960), deutscher Kunstmaler
- Wild-Kussler, Ilse (1924–2016), deutsche Malerin
- Wild-Wall, Curt (1898–1990), deutscher Maler und Grafiker

### Wilda
- Wilda, Carl Julius (1710–1779), preußischer Jurist
- Wilda, Charles (1854–1907), österreichischer Maler des Orientalismus
- Wilda, Ferdinand Adolph (1812–1862), deutscher Agrarwissenschaftler
- Wilda, Friedrich (1866–1941), deutscher Mediziner und Politiker
- Wilda, Gottfried (1862–1911), österreichischer Maler
- Wilda, Johannes (1852–1942), deutscher Journalist und Schriftsteller
- Wilda, Wilhelm Eduard (1800–1856), deutscher Jurist
- Wildam, August (1898–1975), österreichischer Hockey- und Tischtennisspieler
- Wildam, Gertrude (1903–1973), österreichische Tischtennisspielerin
- Wildan, Asep († 2000), indonesischer Vulkanologe und Geophysiker
- Wildangel, Ernst (1891–1951), deutscher Pädagoge, Bildungspolitiker und Widerstandskämpfer
- Wildangel, René (* 1973), deutscher HistorikerRené Wildangel (* 1973)

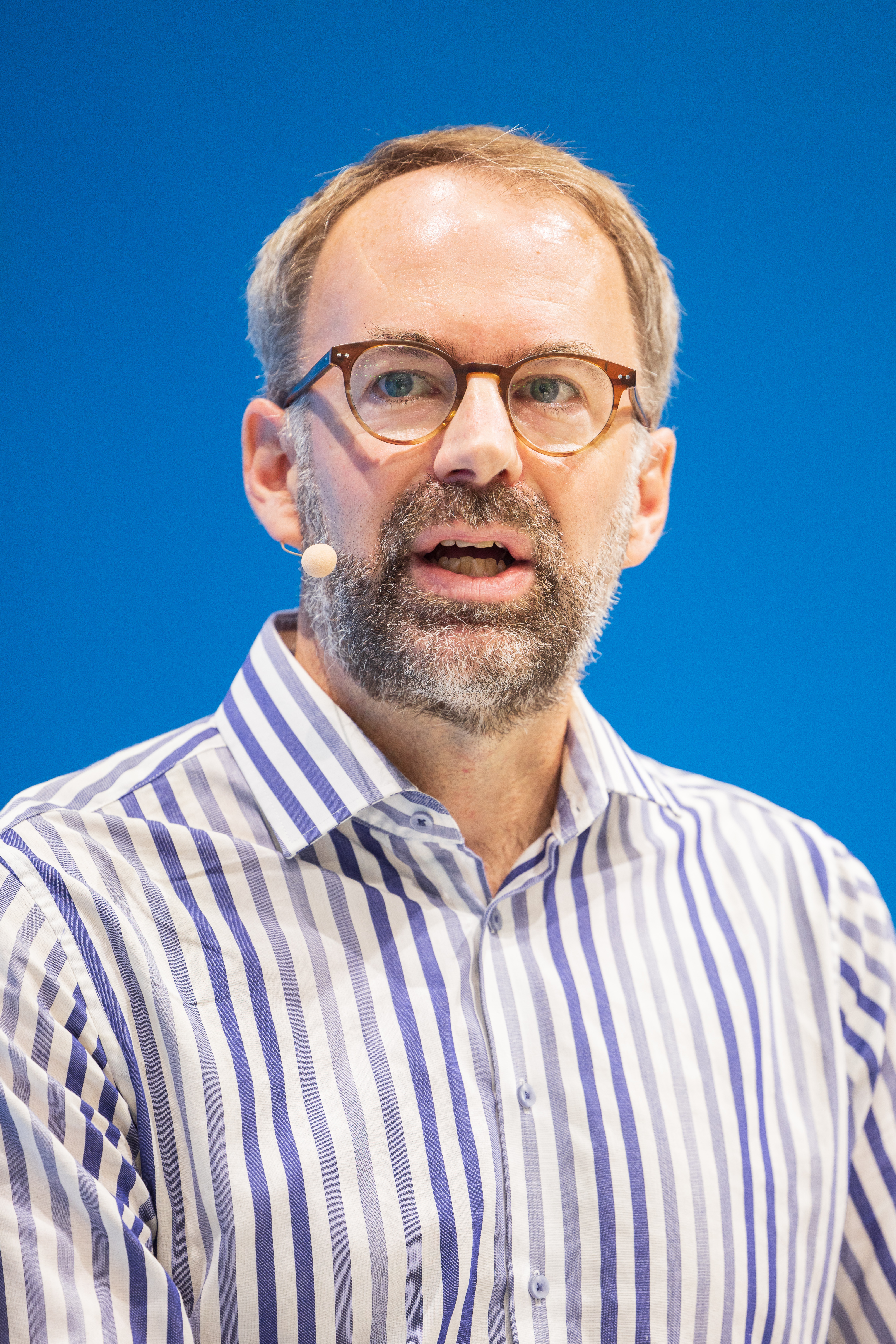
René Wildangel (* 1973)

- Wildau, Franz Ludolph Ferdinand von (1725–1794), preußischer Generalleutnant, Chef des Infanterieregiments Nr. 14
- Wildau, Karl (* 1928), deutscher Diplomat
- Wildauer, Albert (1841–1915), österreichischer katholischer Geistlicher, Abt von St. Georgenberg-Fiecht
- Wildauer, Heide (* 1940), deutsche Pädagogin und Politikerin (PDS), MdL
- Wildauer, Markus (* 1998), österreichischer Radrennfahrer
- Wildauer, Martin (* 1987), österreichischer Kraftsportler
- Wildauer, Mathilde (1820–1878), österreichische Schauspielerin und Opernsängerin (Sopran)
- Wildavsky, Aaron B. (1930–1993), US-amerikanischer Politikwissenschaftler und Hochschullehrer

### Wildb
- Wildbach, Bruno (* 1964), österreichischer Maler
- Wildbacher, Gerd Alois (* 1975), österreichischer Schauspieler
- Wildbacher, Michael (* 2002), österreichischer Fußballspieler
- Wildberg, Bodo (1862–1942), deutscher Schriftsteller und Übersetzer
- Wildberg, Christian (* 1957), deutscher Altphilologe und Philosophiehistoriker
- Wildberg, Hans Jürgen (1950–2025), deutscher Jurist und ehemaliger Landrat
- Wildberg, Heiko (* 1952), deutscher Politiker (AfD, Grüne)
- Wildberger, Hans (1910–1986), Schweizer evangelischer Geistlicher und Hochschullehrer
- Wildberger, Jacques (1922–2006), Schweizer Komponist
- Wildberger, Johannes (1815–1879), Schweizer Instrumentenmacher und Laienbehandler der Orthopädie
- Wildberger, Jula (* 1962), deutsche Altphilologin
- Wildberger, Karsten (* 1969), deutscher Manager und Politiker (CDU)Karsten Wildberger (* 1969)

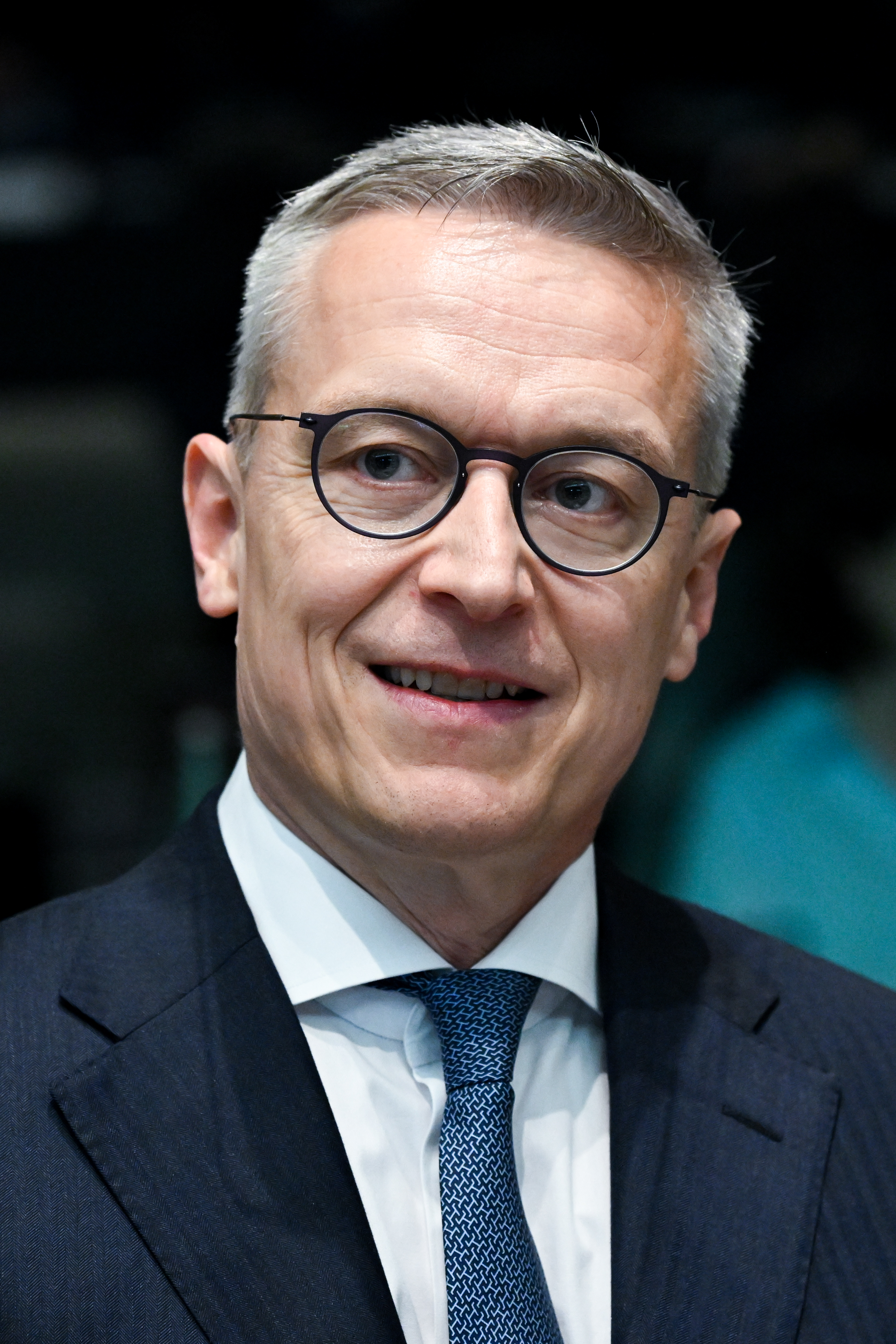
Karsten Wildberger (* 1969)

- Wildberger, Martina-Sofie (* 1985), Schweizer Konzept- und Performancekünstlerin
- Wildbolz, Eduard (1858–1932), Schweizer Offizier, als Korpskommandant Chef der Ordnungstruppen in Bern während des Landesstreiks im November 1918
- Wildbolz, Georg (* 1893), Schweizer Unternehmer
- Wildbolz, Hans (1919–1997), Schweizer Offizier
- Wildbolz, Klaus (1937–2017), österreichischer Schauspieler
- Wildbolz, Lauren (* 1981), Schweizer Aktivistin für Veganismus und Unternehmerin
- Wildbolz, Theodor (1926–2011), Schweizer Entomologe und Kommunalpolitiker (LdU)
- Wildbork, Christina (* 1995), dänische Handballspielerin
- Wildbrunn, Helene (1882–1972), österreichische Opernsängerin (Alt/Sopran) und Gesangspädagogin
- Wildburg, Sylwia von (* 1977), deutsche Schauspielerin

### Wildc
- Wildchild (1971–1995), britischer Musikproduzent
- Wildchild, US-amerikanischer Rapper

### Wilde
- Wilde, Abby (* 1989), US-amerikanische Schauspielerin und Sängerin
- Wilde, Albert (1854–1919), deutscher Bürgermeister und Politiker (NLP), MdR
- Wilde, André, deutscher Schwimmer
- Wilde, Antonius, deutscher Orgelbauer in Otterndorf
- Wilde, August (1868–1940), sächsischer Abgeordneter
- Wilde, August (1882–1950), deutscher Maler und Kunsterzieher
- Wilde, Auguste de (1819–1886), belgischer Genre- und Historienmaler
- Wilde, Autumn de (* 1970), US-amerikanische Fotografin und Regisseurin
- Wilde, Bärbel (* 1950), deutsche evangelische Pfarrerin, Referentin und Autorin
- Wilde, Berndt (* 1946), deutscher Bildhauer
- Wilde, Celine (* 1990), deutsche Hockeyspielerin
- Wilde, Christian (1939–2004), deutscher Rechtsanwalt
- Wilde, Claudine (* 1967), deutsche SchauspielerinClaudine Wilde (* 1967)

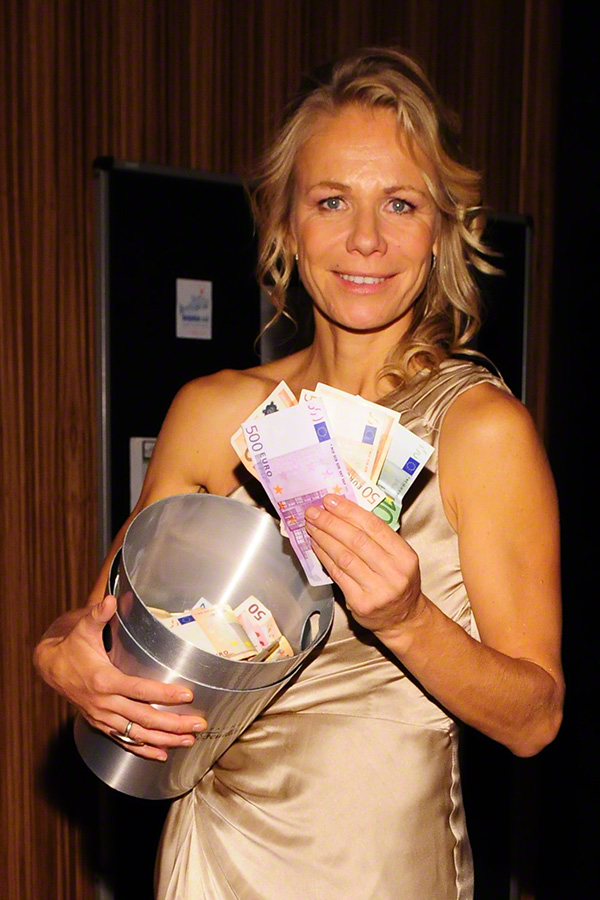
Claudine Wilde (* 1967)

- Wilde, Constance (1858–1898), britische Kinderbuchautorin, Ehefrau von Oscar Wilde
- Wilde, Cornel (1912–1989), US-amerikanischer Schauspieler und Filmregisseur
- Wilde, Dani (* 1985), britische Sängerin und Gitarristin
- Wilde, Detlef (* 1961), deutscher Fußballspieler
- Wilde, Dietrich (1909–1984), deutscher Jurist, Stadtdirektor in Peine
- Wilde, Dorothy Ierne (1895–1941), britische Salonnière
- Wilde, Eberhard (1924–2004), deutscher Politiker (FDP), MdL
- Wilde, Eduardo (1844–1913), argentinischer Schriftsteller, Arzt und Politiker
- Wilde, Edy de (1919–2005), niederländischer Museumsleiter und Kurator, Ausstellungsmacher und Kunstsammler
- Wilde, Elizabeth (1913–2005), US-amerikanische Leichtathletin
- Wilde, Emil (1793–1859), deutscher Wissenschaftshistoriker
- Wilde, Erich (* 1943), deutscher Badmintonspieler
- Wilde, Erika, deutsche Regisseurin, Kabarettistin und Schriftstellerin
- Wilde, Eva-Maria (* 1972), deutsche Malerin und Künstlerin
- Wilde, Federico (* 1909), argentinischer Fußballspieler
- Wilde, Fran (* 1972), amerikanische Science-Fiction- und Fantasy-Autorin
- Wilde, Franz Peter (1895–1980), Schweizer Plastiker
- Wilde, Fritz (1920–1976), deutscher Fußballspieler
- Wilde, Gabriele (* 1958), deutsche Politikwissenschaftlerin
- Wilde, Gabriella (* 1989), britische Schauspielerin und Model
- Wilde, Georges de (1900–1996), französischer Eisschnellläufer und Eishockeyspieler
- Wilde, Grete (* 1904), deutsche Kommunistin
- Wilde, Günther (1900–1980), deutscher Jurist und Richter am Bundesgerichtshof
- Wilde, Hagar (1905–1971), US-amerikanische Autorin
- Wilde, Hans-Oskar (1907–1981), deutscher Anglist, Rektor der TH Hannover
- Wilde, Harald (* 1954), deutscher Wirtschaftswissenschaftler
- Wilde, Harry (1899–1978), deutscher Journalist und Schriftsteller
- Wilde, Hayden (* 1997), neuseeländischer Triathlet
- Wilde, Henry (1833–1919), britischer Ingenieur
- Wilde, Henry T. (1872–1912), britischer MarineoffizierHenry T. Wilde (1872–1912)

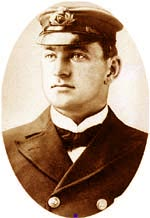
Henry T. Wilde (1872–1912)

- Wilde, Herbert (* 1940), deutscher Radrennfahrer
- Wilde, Iryna (1907–1982), ukrainische Schriftstellerin und Taras-Schewtschenko-Preisträgerin
- Wilde, Jennie (1865–1913), US-amerikanische Malerin, Designerin und Kunstlehrerin
- Wilde, Jimmy (1892–1969), walisischer Boxer
- Wilde, Joaquin (* 1986), amerikanischer Wrestler
- Wilde, Johann (1438–1532), deutscher Augustiner-Eremit, Titularbischof von Symbalon und Weihbischof
- Wilde, Johannes (1936–2021), deutscher Politiker (CDU), MdL
- Wilde, Johannes Friedrich, deutscher Maler und Altarbauer
- Wilde, John (* 1941), britischer Diplomat
- Wilde, Joseph, brischer Drehbuchautor
- Wilde, Joseph (1778–1831), schlesischer Komponist, Dirigent und Geiger
- Wilde, Karl (1862–1930), deutscher Architekt und Baubeamter
- Wilde, Karl (1910–1984), deutscher Diplomat
- Wilde, Kim (* 1960), britische SängerinKim Wilde (* 1960)

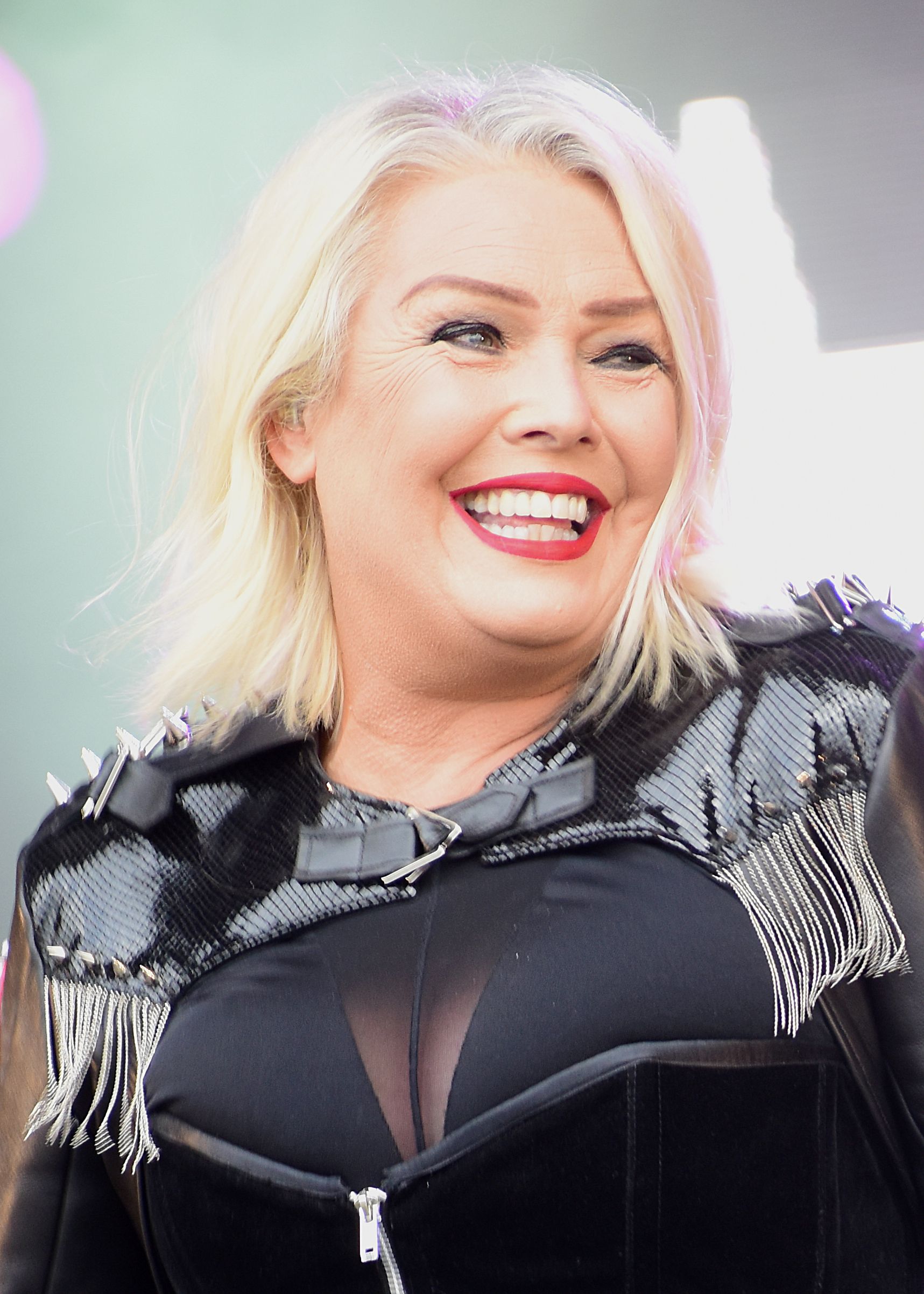
Kim Wilde (* 1960)

- Wilde, Klaus D. (* 1952), deutscher Wirtschaftsinformatiker
- Wilde, Kurt (1909–1958), deutscher Psychologe und Hochschullehrer
- Wilde, Laura (* 1989), deutsche Schlagersängerin
- Wilde, Laurent de (* 1960), französischer Jazz-Pianist
- Wilde, Lee (1922–2015), US-amerikanische Schauspielerin und Sängerin
- Wilde, Lukas R. A. (* 1983), deutscher Medienwissenschaftler und Comicforscher
- Wilde, Lutz (* 1933), deutscher Kunsthistoriker und Denkmalpfleger
- Wilde, Lyn (1922–2016), US-amerikanische Schauspielerin und Sängerin
- Wilde, Maik (* 1972), deutscher Fußballspieler
- Wilde, Manfred (* 1962), deutscher Historiker und Kommunalpolitiker
- Wilde, Manjou (* 1995), deutsche Fußballspielerin
- Wilde, Maria de (* 1682), niederländische Zeichnerin und Dichterin
- Wilde, Marty (* 1939), britischer Rock-’n’-Roll-Musiker
- Wilde, Olivia (* 1984), amerikanisch-irische Schauspielerin, Regisseurin und FilmproduzentinOlivia Wilde (* 1984)

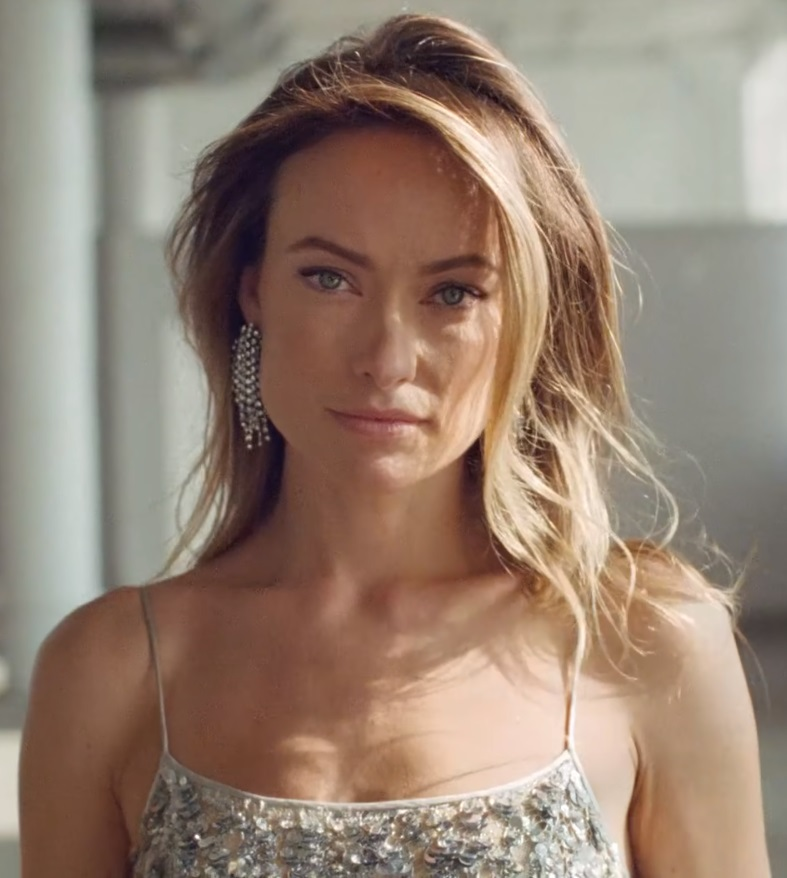
Olivia Wilde (* 1984)

- Wilde, Oscar (1854–1900), irischer Schriftsteller
- Wilde, Paul (1893–1936), Schweizer Plastiker, Maler und Kunstpädagoge
- Wilde, Peter (1939–2010), deutscher Künstler
- Wilde, Peter Ernst (1732–1785), deutsch-baltischer Arzt und Literat
- Wilde, Phil (* 1967), belgischer Produzent
- Wilde, Rebecca (* 1997), britische Ruderin
- Wilde, Richard (1872–1938), deutscher Schriftsteller, Journalist und Drehbuchautor
- Wilde, Richard Henry (1789–1847), US-amerikanischer Politiker
- Wilde, Ricky (1945–2019), britischer Langstreckenläufer
- Wilde, Ricky (* 1961), britischer Songwriter, Musiker und Musikproduzent
- Wilde, Robert (* 1969), österreichischer Regisseur und Fotograf
- Wilde, Rudolph (1857–1910), deutscher Politiker
- Wilde, Sophie, australische SchauspielerinSophie Wilde

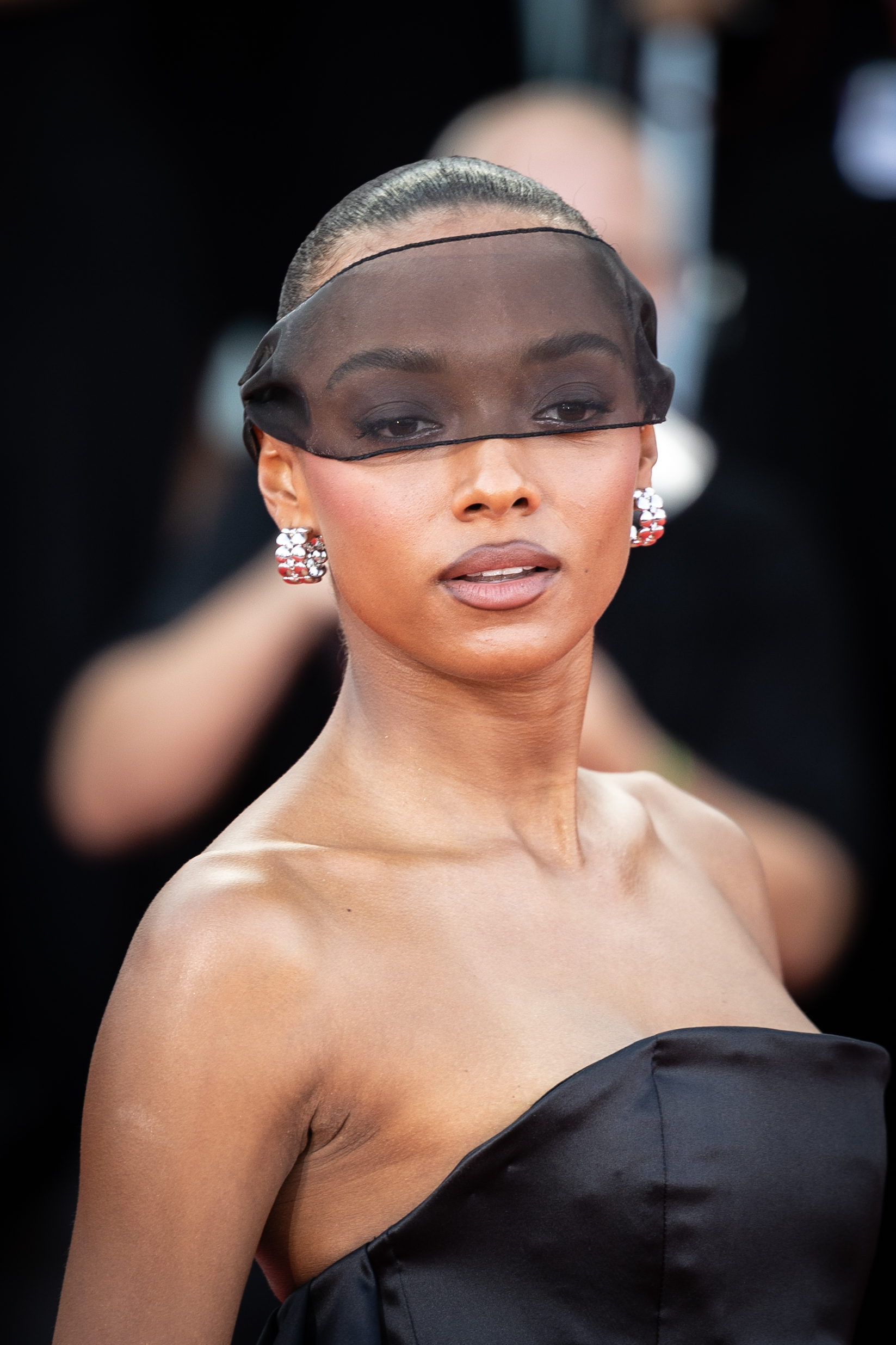
Sophie Wilde

- Wilde, Ted (1889–1929), US-amerikanischer Regisseur und Drehbuchautor
- Wilde, Thomas, 1. Baron Truro (1782–1855), britischer Politiker, Mitglied des House of Commons und Lordkanzler von Großbritannien
- Wilde, Tim (* 1966), deutscher Schauspieler
- Wilde, Ugo de (* 2002), belgischer Autorennfahrer
- Wilde, Werner (* 1933), deutscher Fußballspieler
- Wilde, Wilhelm (1829–1881), deutscher Mediziner
- Wilde, William (1815–1876), irischer Chirurg
- Wildeblood, Peter (1923–1999), britisch-kanadischer Autor, Journalist und Fernsehproduzent
- Wildeboer Faber, Aschwin (* 1986), spanischer Schwimmer
- Wildeboer, Gertie (* 1948), niederländischer Radrennfahrer
- Wildecker, Hannes (1944–2022), deutscher Schriftsteller und Journalist
- Wildefüer, Hans († 1541), Bürgermeister der Altstadt Hildesheim
- Wildegans, Hans (1888–1967), deutscher Chirurg und Hochschullehrer
- Wildegger, Michael (1826–1912), deutscher Geistlicher und Politiker (Zentrum), MdR
- Wildeisen, Annemarie (* 1946), Schweizer Fernsehköchin und KochbuchautorinAnnemarie Wildeisen (* 1946)

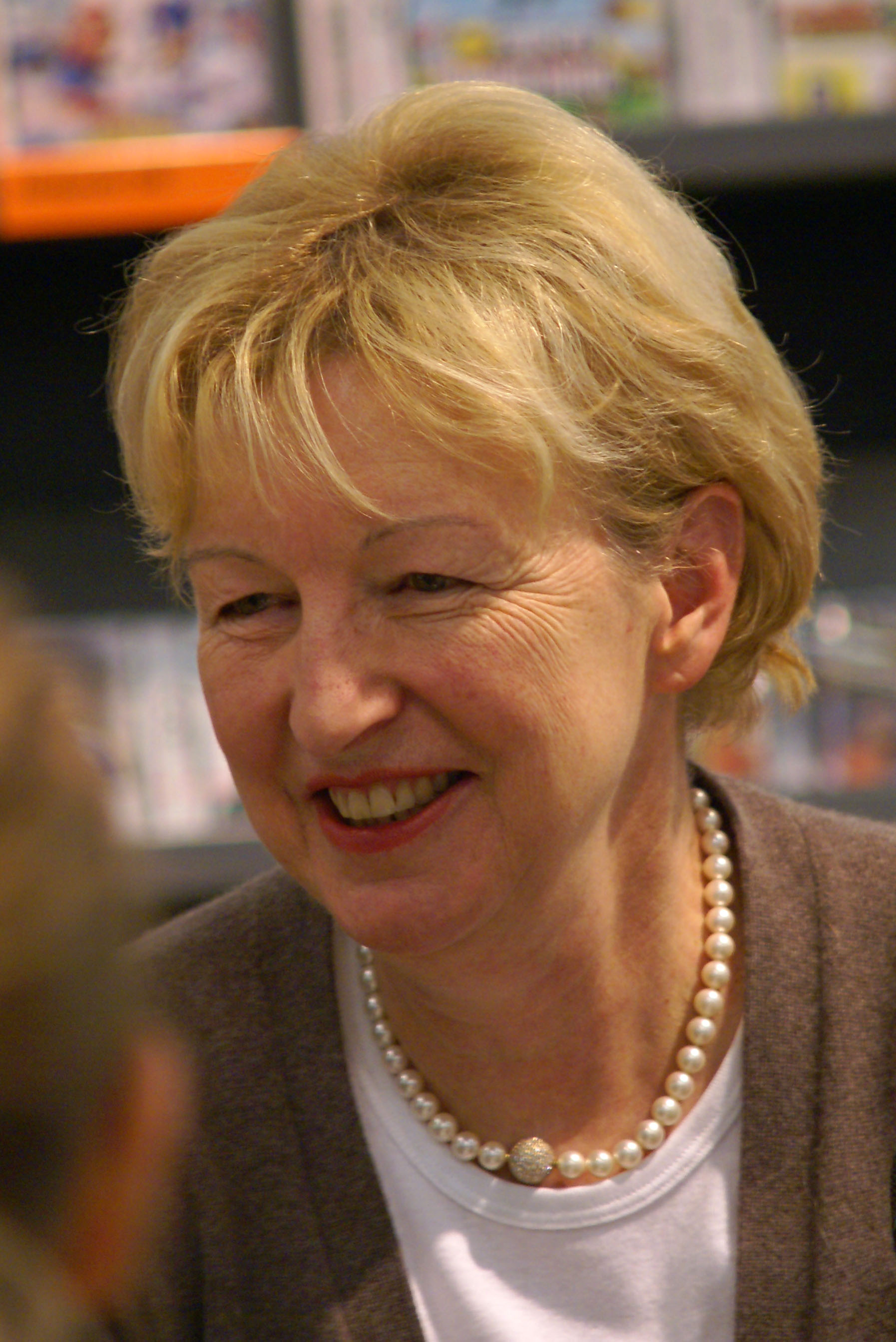
Annemarie Wildeisen (* 1946)

- Wildeman, Albert, niederländischer Jazz- und Improvisationsmusiker (Kontrabass)
- Wildeman, Birgit (* 1964), deutsche Organistin
- Wildeman, Theodor (1885–1962), deutscher Architekt, preußischer Baubeamter und Denkmalpfleger
- Wildemann, Georg (1888–1945), deutscher Kapitän zur See der Reserve der Kriegsmarine
- Wildemann, Heinrich (1904–1964), deutscher Maler
- Wildemann, Horst (* 1942), deutscher Ökonom an der TU München
- Wilden, Annelie (* 1949), deutsche Sprinterin
- Wilden, Bernd (* 1966), deutscher Komponist, Arrangeur und Dirigent
- Wilden, Egon (1894–1931), deutscher Maler und Bühnenbildner
- Wilden, Engelbert (1923–2014), deutscher Gewerkschafter und Politiker (CDU)
- Wilden, Eva, deutsche Anglistin und Didaktikerin
- Wilden, Eva Maria (* 1965), deutsche Indologin
- Wilden, Gert (1917–2015), deutscher Komponist und Arrangeur
- Wilden, Gert junior (* 1954), deutscher Musiker, Filmkomponist und Arrangeur
- Wilden, Leo (1936–2022), deutscher Fußballspieler
- Wilden, Rita (* 1947), deutsche Leichtathletin
- Wilden-Hüsgen, Marga (* 1942), deutsche Mandolinistin, Musikforscherin und Hochschullehrerin
- Wildenauer, Alois (1877–1967), österreichischer Geistlicher, Bergsteiger, Höhlenforscher und Sachbuchautor
- Wildenberg, Hans Ebran von, spätmittelalterlicher bayerischer Geschichtsschreiber und Hofmeister in Landshut und Burghausen
- Wildenbruch, Emin von (1842–1893), preußischer Oberst
- Wildenbruch, Ernestine von (1805–1858), deutsche Autorin und Salonière
- Wildenbruch, Ernst von (1845–1909), deutscher Schriftsteller und DiplomatErnst von Wildenbruch (1845–1909)

Ernst von Wildenbruch (1845–1909)

- Wildenbruch, Louis von (1803–1874), preußischer Generalleutnant und Gesandter, Palästinaforscher
- Wildenbruch, Ludwig von (1846–1930), preußischer Generalleutnant
- Wildenfels, Anarg Friedrich von (1555–1602), sächsischer Hochschullehrer, Rektor der Universität Jena und Besitzer der Herrschaft Wildenfels
- Wildenfels, Anarg zu († 1539), kursächsischer Rat, Reformator und evangelischer Kirchenlieddichter
- Wildenhahn, Karl August (1805–1868), deutscher evangelischer Theologe und religiöser Schriftsteller
- Wildenhahn, Klaus (1930–2018), deutscher Dokumentarfilmer, Filmproduzent, Regisseur und Autor
- Wildenhain, Andreas (* 1965), deutscher Jazz- und Improvisationsmusiker
- Wildenhain, Bernhard (1873–1957), deutscher Schauspieler und Regisseur
- Wildenhain, Frans (1905–1980), deutschamerikanischer Keramiker
- Wildenhain, Günther (1937–2021), deutscher Mathematiker
- Wildenhain, Heinz (* 1927), deutscher Funktionär, Abteilungsleiter des ZK der SED
- Wildenhain, Hilli (* 1913), deutsche Schauspielerin
- Wildenhain, Michael (* 1958), deutscher Schriftsteller
- Wildenhain, Peter (1941–2015), deutscher Fußballspieler
- Wildenhein-Lauterbach, Bruni (* 1947), deutsche Politikerin (SPD), MdA
- Wildenmann, Rudolf (1921–1993), deutscher Politikwissenschaftler
- Wildenradt, Johann von (1845–1909), deutscher Schriftsteller und Redakteur
- Wildens, Jan (1586–1653), flämischer Maler
- Wildenstein, Daniel (1917–2001), französischer Kunsthistoriker, Sammler und Kunsthändler
- Wildenstein, Franz Philipp von (1696–1770), Ritter des Deutschen Ordens
- Wildenstein, Georg von († 1379), Abt des Klosters St. Gallen (1360–1379)
- Wildenstein, Georg Wolf von († 1632), Obrist zur Zeit des Dreißigjährigen Krieges
- Wildenstein, Georges (1892–1963), französischer Kunsthistoriker, Sammler und Kunsthändler
- Wildenstein, Jocelyn († 2024), Schweizer Schönheitsoperierte
- Wildenstein, Mechtild von († 1258), Äbtissin von Lichtenthal
- Wildenthal, Lora (* 1965), US-amerikanische Historikerin
- Wildenvey, Gisken (1892–1985), norwegische Schriftstellerin
- Wildenvey, Herman (1885–1959), norwegischer Schriftsteller
- Wilder Peter von Hameln († 1785), Wolfskind, am 17. Juli 1724 in der Nähe von Hameln angetroffen
- Wilder, Abel Carter (1828–1875), US-amerikanischer Politiker
- Wilder, Ace (* 1982), schwedische Sängerin und Songwriterin
- Wilder, Alan (* 1959), britischer Musiker, Komponist, Arrangeur und ProduzentAlan Wilder (* 1959)

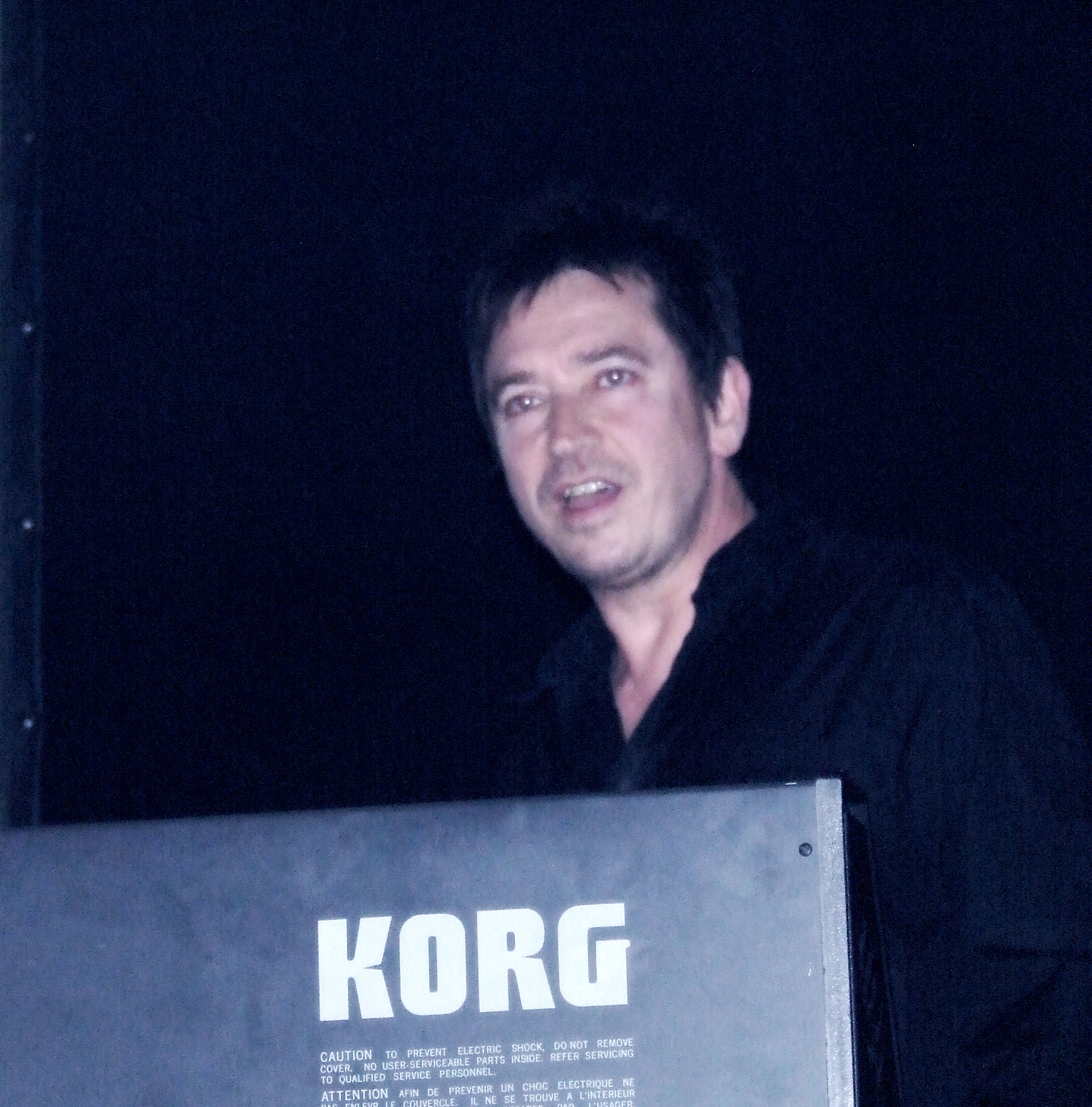
Alan Wilder (* 1959)

- Wilder, Alec (1907–1980), US-amerikanischer Komponist von klassischen und Jazz-Musikwerken, Balladen und Lehrmaterialien
- Wilder, Alexander (1823–1908), US-amerikanischer Mediziner, Journalist, Autor, Rosenkreuzer und Theosoph
- Wilder, Almanzo (1857–1949), Ehemann von Laura Ingalls Wilder
- Wilder, Billy (1906–2002), US-amerikanischer Drehbuchautor, Regisseur und Filmproduzent österreichischer HerkunftBilly Wilder (1906–2002)

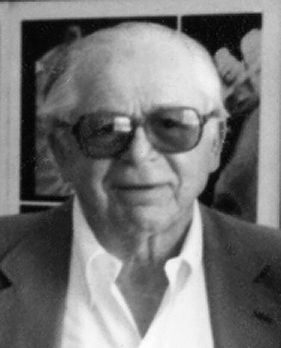
Billy Wilder (1906–2002)

- Wilder, Bob (1921–1953), US-amerikanischer Autorennfahrer
- Wilder, Cherry (1930–2002), neuseeländische Science-Fiction- und Fantasy-Autorin
- Wilder, Chris (* 1967), englischer Fußballspieler und -trainer
- Wilder, Christopher (1945–1984), australischer Serienmörder
- Wilder, Deontay (* 1985), US-amerikanischer Boxer
- Wilder, Douglas (* 1931), US-amerikanischer Politiker
- Wilder, Elsa (1918–1987), deutsche Malerin und Künstlerin
- Wilder, Gene (1933–2016), US-amerikanischer Schauspieler
- Wilder, Georg Christoph (1797–1855), deutscher Architekturzeichner und Kupferstecher
- Wilder, Inez Luanne (1871–1929), amerikanische Zoologin
- Wilder, Joe (1922–2014), US-amerikanischer Jazz-Trompeter und Flügelhornist
- Wilder, Johann Christoph Jakob (1783–1838), deutscher Geistlicher, Landschafts- und Architekturzeichner, Radierer und Dichter
- Wilder, John Shelton (1921–2010), US-amerikanischer Politiker (Demokratische Partei)
- Wilder, Johnnie (1949–2006), US-amerikanischer Sänger
- Wilder, Joseph (1895–1976), österreichischer und US-amerikanischer Neurologe und Psychiater
- Wilder, Laura Ingalls (1867–1957), US-amerikanische SchriftstellerinLaura Ingalls Wilder (1867–1957)

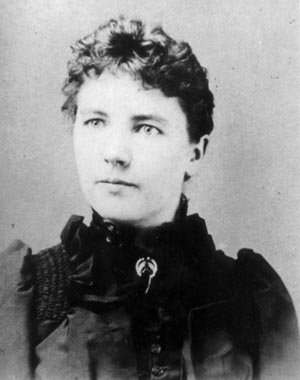
Laura Ingalls Wilder (1867–1957)

- Wilder, Madleen (* 1980), deutsche Fußballspielerin
- Wilder, Matthew (* 1953), US-amerikanischer Popsänger und Musikproduzent
- Wilder, Nick (* 1952), deutscher Film- und Fernsehschauspieler
- Wilder, Philip van († 1554), franko-flämischer Komponist
- Wilder, Raphael (* 1953), deutsch-israelischer Basketballtrainer
- Wilder, Raymond Louis (1896–1982), US-amerikanischer Mathematiker
- Wilder, Thornton (1897–1975), US-amerikanischer Schriftsteller
- Wilder, W. Lee (1904–1982), österreichisch-amerikanischer Unternehmer, Filmregisseur und Filmproduzent
- Wilder, Webb (* 1954), US-amerikanischer Country- und Rock-’n’-Roll-Musiker
- Wilder, William (1855–1913), US-amerikanischer Politiker
- Wilder-Smith, Arthur Ernest (1915–1995), britischer Chemiker, Pharmakologe, Drogenexperte und Kreationist
- Wilderer, Johann Hugo von († 1724), deutscher Barockkomponist
- Wilderink, Vital João Geraldo (1931–2014), niederländischer Ordensgeistlicher, römisch-katholischer Bischof von Itaguaí
- Wildermann, Hans (1884–1954), deutscher Bühnenbildner, Kunstmaler und Bildhauer
- Wildermann, Rudolf (1864–1926), deutscher katholischer Geistlicher, Lehrer und Politiker (Zentrum), MdL
- Wildermeth, Alexander (1737–1800), Schweizer Ratsherr, Schaffner, Salzdirektor und Meier
- Wildermeth, Alexander Jakob (1715–1786), Bieler Ratsherr und Unternehmer
- Wildermeth, Hans Heinrich (1620–1689), Bieler Ratsherr und Kaufmann
- Wildermeth, Jakob (1672–1741), Bieler Ratsherr und Kaufmann
- Wildermeth, Maria Margaretha von (1777–1839), Schweizer Erzieherin am preussischen Hof
- Wildermett, Johann Conrad Gottfried (1677–1758), Schweizer evangelischer Geistlicher
- Wildermuth, Augustine Francis (1904–1993), US-amerikanischer Ordensgeistlicher, Bischof von Patna
- Wildermuth, Bernd (* 1957), deutscher Theologe
- Wildermuth, Burkhard (1928–2012), deutscher Basketballfunktionär
- Wildermuth, Eberhard (1890–1952), deutscher Politiker (FDP/DVP), MdL, MdB
- Wildermuth, Hans (1846–1902), Schweizer Maler und Kunstpädagoge
- Wildermuth, Hermann (1852–1907), deutscher Psychiater
- Wildermuth, Karl (1921–2005), deutscher Physiker
- Wildermuth, Katja (* 1965), deutsche Historikerin und Fernsehjournalistin
- Wildermuth, Ottilie (1817–1877), deutsche Schriftstellerin
- Wildermuth, Philipp (* 1980), deutscher Basketballspieler
- Wildermuth, Ulrich (1931–2011), deutscher Journalist
- Wildermuth, Volkart (* 1962), deutscher Biochemiker, Moderator, Hörfunk- und Wissenschaftsjournalist
- Wilderod († 999), Bischof von Straßburg
- Wilderotter, Hans (* 1949), deutscher Kunsthistoriker
- Wilders, Geert (* 1963), niederländischer Politiker (PVV)Geert Wilders (* 1963)

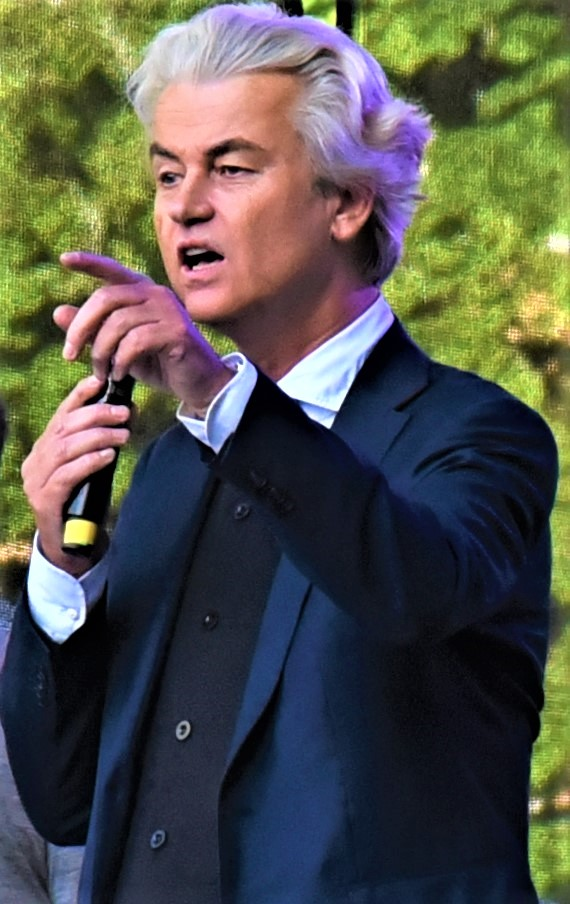
Geert Wilders (* 1963)

- Wilderson, Wayne (* 1966), US-amerikanischer Schauspieler und Komiker
- Wilderspin, Clive (1930–2021), australischer Tennisspieler
- Wildey, Thomas (1782–1861), englischer Handwerker und Gründer des Odd Fellow - Ordens (I.O.O.F.)

### Wildf
- Wildfellner, Heinrich (1906–1988), österreichischer Politiker (ÖVP), Landtagsabgeordneter
- Wildfeuer, Alfred (* 1973), deutscher Germanist
- Wildfeuer, Armin G. (* 1960), deutscher Philosoph und Hochschullehrer
- Wildfeuer, Elfi, österreichisches Fotomodell
- Wildfeuer, Franziska (* 1993), deutsche Fußballschiedsrichterin
- Wildfeuer, Stephan, deutscher Schlagzeuger, Perkussionist und Filmkomponist
- Wildfeuer, Wolfgang (1611–1674), erster Hauptmann zu Littmitz und zu Falkenau
- Wildförster, Thomas (* 1954), deutscher Karambolagespieler und Europameister
- Wildführ, Dietmar (* 1942), deutscher Arzt und Politiker (DDR-CDU, CDU), MdL
- Wildführ, Georg (1904–1984), deutscher Mikrobiologe und Hygieniker

### Wildg
- Wildgans, Anton (1881–1932), österreichischer Lyriker und DramatikerAnton Wildgans (1881–1932)

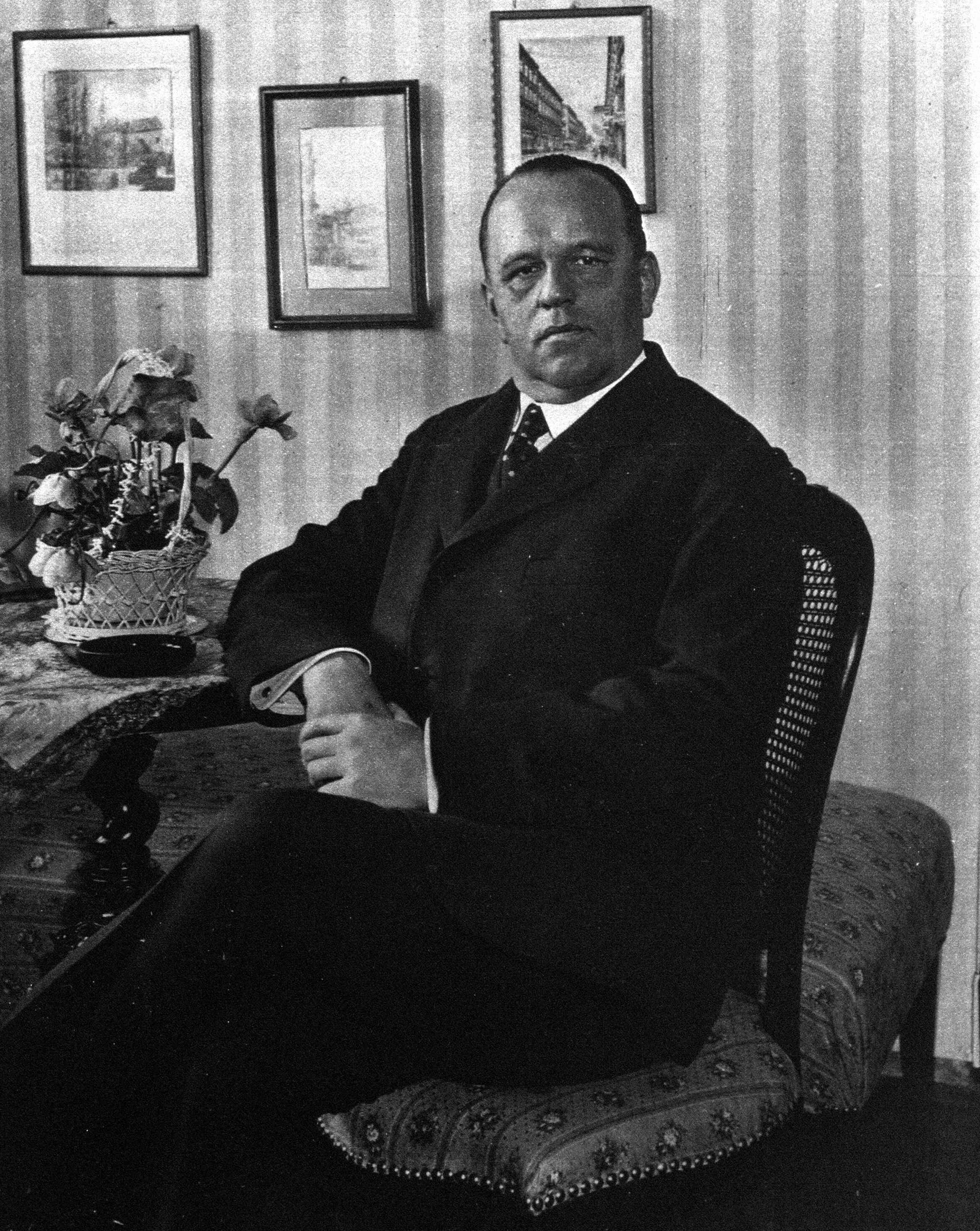
Anton Wildgans (1881–1932)

- Wildgans, Friedrich (1913–1965), österreichischer Komponist
- Wildgans, Roswitha (* 1963), deutsche Krimiautorin
- Wildgen, Wolfgang (1944–2024), deutscher Sprachwissenschaftler
- Wildgrube, Max (1873–1954), deutscher Politiker (Zentrum), MdR
- Wildgruber, Adolph (1820–1854), österreichischer katholischer Priester und Dichter
- Wildgruber, Anja (* 2002), deutsche Tennisspielerin
- Wildgruber, Florian (* 1991), deutscher Vortragsredner
- Wildgruber, Martin (* 1951), deutscher Fußballspieler
- Wildgruber, Sepp (* 1959), deutscher Skirennläufer
- Wildgruber, Ulrich (1937–1999), deutscher SchauspielerUlrich Wildgruber (1937–1999)

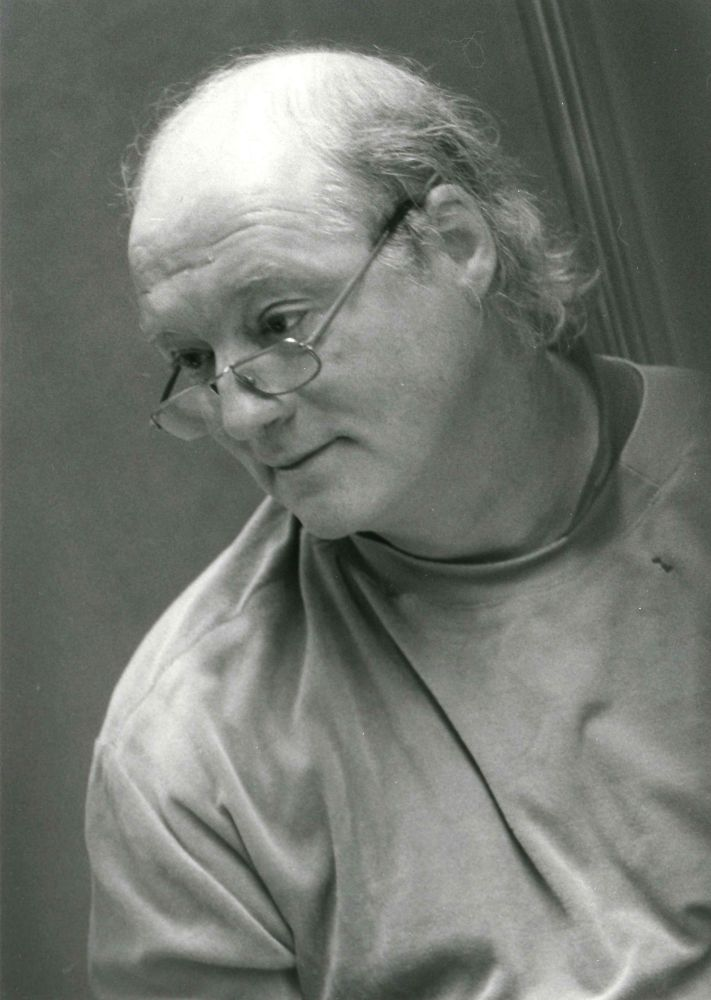
Ulrich Wildgruber (1937–1999)

### Wildh
- Wildhaber, Daniel (* 1960), Schweizer Politiker (SP)
- Wildhaber, Isabelle (* 1973), Schweizer Juristin
- Wildhaber, Luzius (1937–2020), Schweizer Völkerrechtler, Hochschullehrer und Richter
- Wildhaber, Marcel (* 1985), Schweizer Radsportler (Cyclocross)
- Wildhaber, Nicolas (1929–2020), Schweizer Schwimmer und Sportfunktionär
- Wildhaber, Robert (1902–1982), Schweizer Volkskundler
- Wildhaber-Creux, Simone (1939–1994), Schweizer Managerin
- Wildhage, Marvin (* 1996), deutscher Moderator, Journalist und Webvideoproduzent
- Wildhagen, Else (1863–1944), deutsche Schriftstellerin
- Wildhagen, Fay (* 1993), norwegische Sängerin und Songwriterin
- Wildhagen, Fritz (1878–1956), deutscher impressionistischer Maler und Autor
- Wildhagen, Georg (1857–1947), deutscher Rechtsanwalt
- Wildhagen, Georg (1920–1990), deutscher Film- und Fernsehregisseur
- Wildhagen, Karl (1873–1945), deutscher Anglist
- Wildhagen, Kurt (1871–1949), Bruder des Malers Fritz Wildhagen, war ein deutscher Gelehrter, sokratischer Lehrer und Herausgeber der Werke von Turgenjews
- Wildhagen, Markus (* 1966), deutscher Kunst- und Antiquitätenhändler
- Wildhagen, Richard (1890–1981), deutscher Unternehmer und Kommunalpolitiker
- Wildhagen, Werner (* 1958), deutscher Fußballspieler
- Wildhardt, Claudia (* 1968), deutsche Volleyballspielerin
- Wildhirt, Egmont (1924–2011), deutscher Hepatologe, Universitätsprofessor und Klinikleiter
- Wildhorn, Frank (* 1959), US-amerikanischer Komponist

### Wildi
- Wildi Merino, Ingrid (* 1963), Schweizer Künstlerin
- Wildi, Andy (1949–2025), Schweizer Maler und Zeichner
- Wildi, Ernst (1878–1939), Schweizer Gymnasiallehrer und Schulleiter
- Wildi, Marianne (* 1965), Schweizer Bankmanagerin und Fintech-Pionierin
- Wildi, Max (1904–1982), Schweizer Anglist
- Wildi, Samuel (1825–1905), Schweizer Politiker
- Wildi, Tobias (* 1973), Schweizer Historiker, Archivar und Unternehmer
- Wildi-Benedict, Rosemarie (1924–2010), Pädagogin, Übersetzerin und Autorin
- Wildi-Cortés, Eva (* 1975), Schweizer Polizeidirektorin
- Wilding von Königsbrück, August (1829–1900), sächsischer Landtagsabgeordneter
- Wilding, Alfons (* 1944), deutscher Bürgerrechtler und Autor
- Wilding, Alison (* 1948), britische Bildhauerin und Hochschullehrerin
- Wilding, Anthony (1883–1915), neuseeländischer Tennisspieler
- Wilding, Beate (* 1956), deutsche Politikerin (SPD), Oberbürgermeisterin von Remscheid
- Wilding, Cora (1888–1982), neuseeländische Malerin, Physiotherapeutin, Organisatorin von Gesundheitscamps und Initiatorin sowie Gründerin von Jugendherbergen in Neuseeland
- Wilding, Dorothy (1893–1976), englisch-britische Porträt-Fotografin
- Wilding, Faith (* 1943), paraguayisch-amerikanische Künstlerin
- Wilding, Georg (1790–1841), neapolitanischer Offizier und Diplomat deutscher Herkunft
- Wilding, Ludwig (1927–2010), deutscher Maler und Objektkünstler
- Wilding, Michael (1912–1979), britischer SchauspielerMichael Wilding (1912–1979)

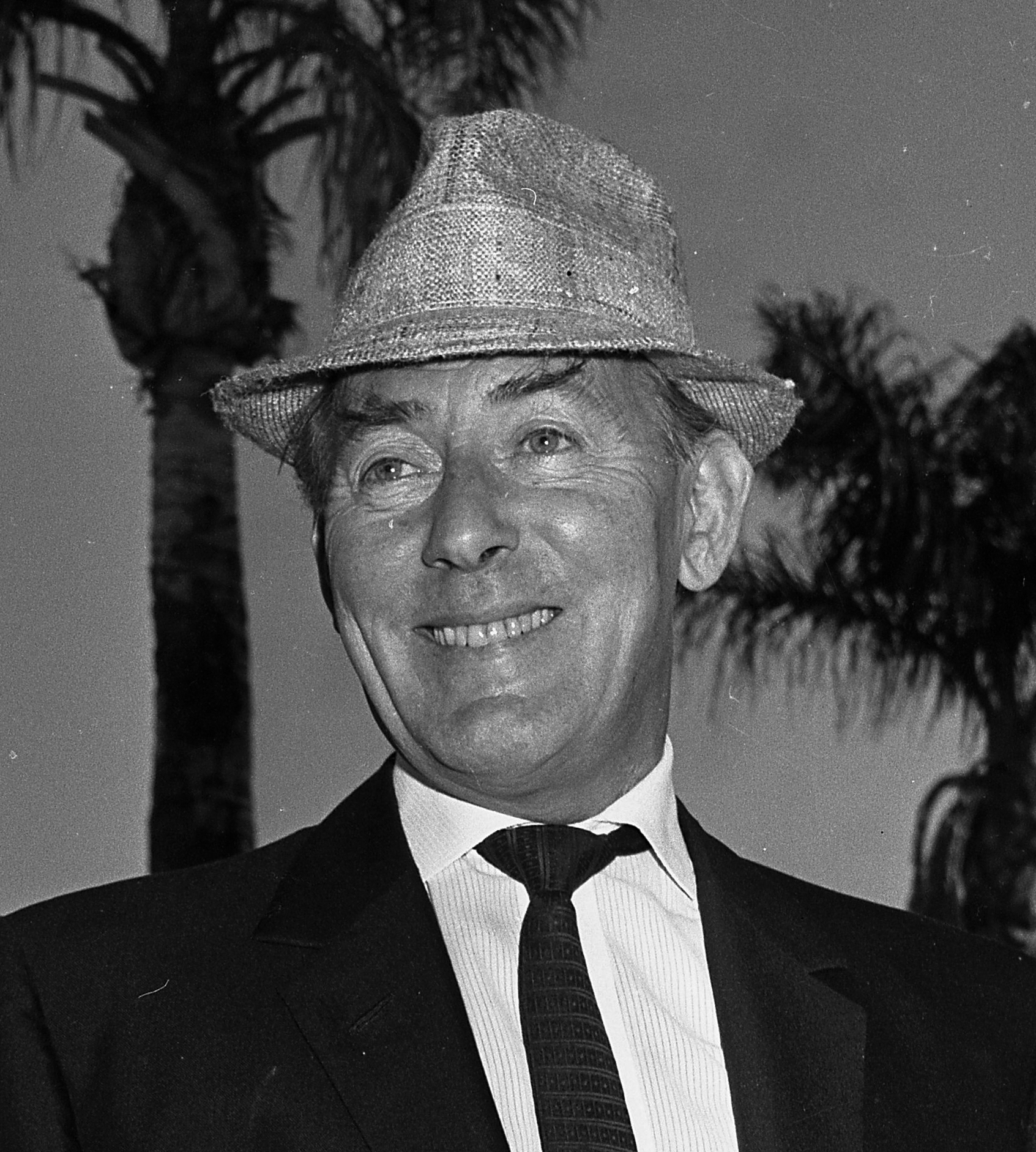
Michael Wilding (1912–1979)

- Wilding, Michael (* 1942), australischer Schriftsteller
- Wilding, Michael junior (* 1953), US-amerikanischer Schauspieler
- Wilding, Nick, britischer Wissenschaftshistoriker
- Wilding, Spencer (* 1972), walisischer Schauspieler und Stuntman

### Wildm
- Wildman, Herbert (1912–1989), US-amerikanischer Wasserballspieler
- Wildman, Joan (1938–2020), US-amerikanische Musikerin (Piano) und Hochschullehrerin
- Wildman, John Stuart, US-amerikanischer Schauspieler, Filmproduzent, Filmregisseur und Drehbuchautor
- Wildman, Mark (1936–2024), englischer Snookerspieler
- Wildman, Ricky (* 1971), britischer Chemieingenieur und Hochschullehrer für Chemieingenieurwesen an der Universität Nottingham
- Wildman, Sam (1912–2004), US-amerikanischer Botaniker und Pflanzenphysiologe
- Wildman, Zalmon (1775–1835), US-amerikanischer Politiker
- Wildman-Tobriner, Benjamin (* 1984), US-amerikanischer Schwimmer
- Wildmann, Georg (1929–2022), österreichischer Hochschullehrer, Verbandsfunktionär, Autor
- Wildmann, Lisa (* 1974), österreichische Schauspielerin und Hörspielsprecherin
- Wildmann, Mario (* 1975), deutscher Fußballspieler
- Wildmoser, Karl-Heinz (1939–2010), deutscher Unternehmer und Präsident des TSV 1860 MünchenKarl-Heinz Wildmoser (1939–2010)

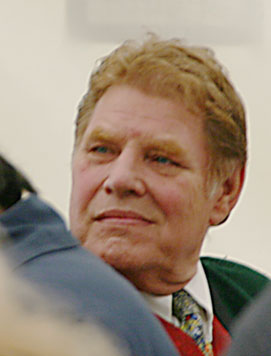
Karl-Heinz Wildmoser (1939–2010)

- Wildmoser, Karl-Heinz junior (* 1964), deutscher Fußballfunktionär

### Wildn
- Wildner, Andrea (* 1953), österreichische Schauspielerin
- Wildner, Johannes (* 1956), österreichischer Dirigent und Hochschullehrer
- Wildner, Klaus Wolfgang (* 1962), deutscher Unternehmer
- Wildner, Manfred (* 1959), deutscher Orthopäde, Epidemiologe und Publizist
- Wildner, Martina (* 1968), deutsche Schriftstellerin
- Wildner, Michael (* 1970), österreichischer Mittelstreckenläufer
- Wildner, Wander (* 1960), brasilianischer Sänger und Musiker

### Wildo
- Wildon, Joe (1922–2003), deutscher Zauberkünstler, Erfinder, Hersteller und Händler von Zauberartikeln, Autor und Verleger

### Wildp
- Wildpret, Hermann (1834–1908), Schweizer Gärtner und Botaniker

### Wildr
- Wildrick, Isaac (1803–1892), US-amerikanischer Politiker

### Wilds
- Wilds, Mike (* 1946), britischer Autorennfahrer
- Wilds, Tristan (* 1989), US-amerikanischer SchauspielerTristan Wilds (* 1989)

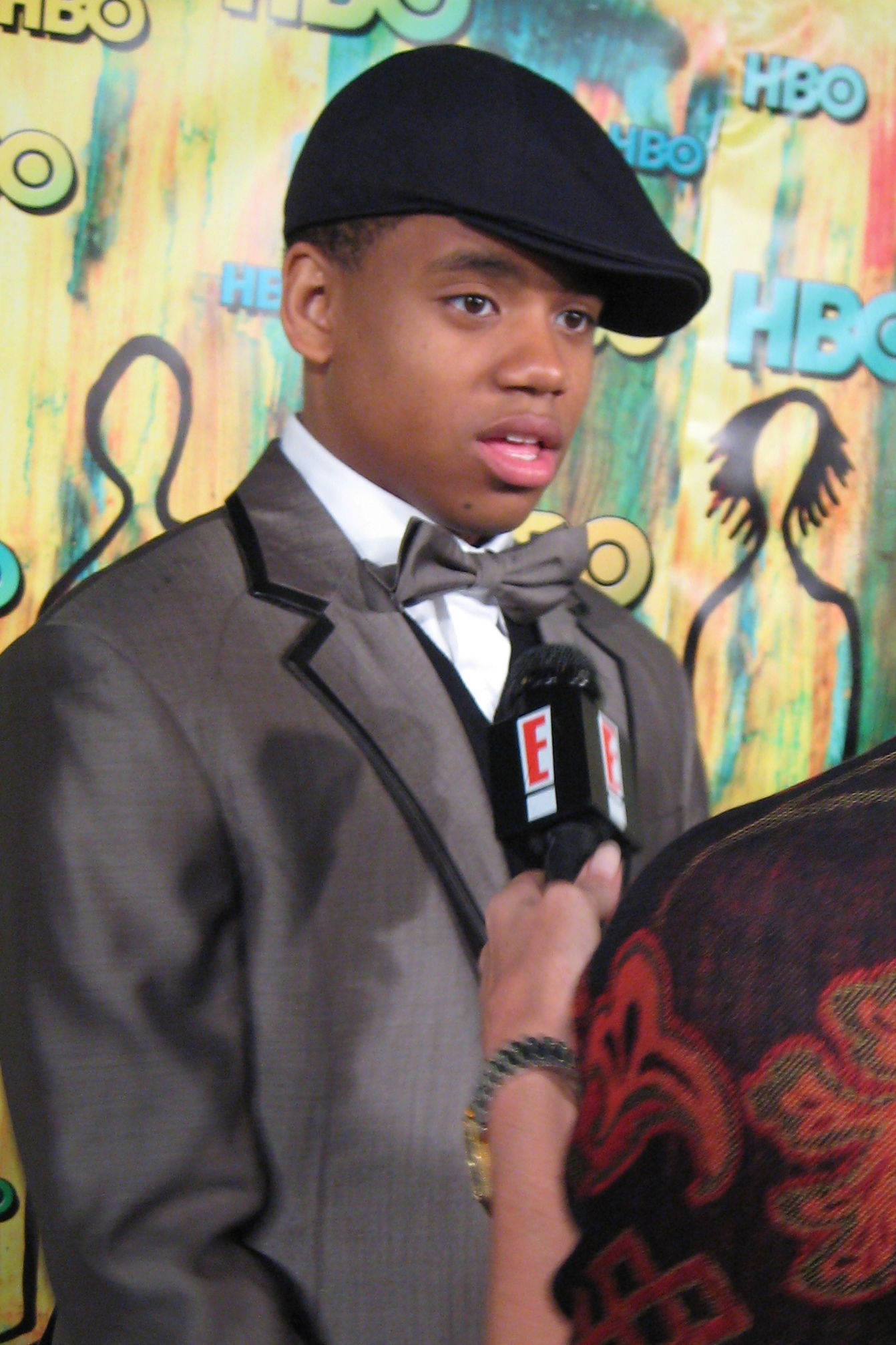
Tristan Wilds (* 1989)

- Wildschek, Christiane (* 1954), österreichische Sprinterin, Mittelstreckenläuferin und Hürdenläuferin
- Wildschrey, Eduard (1879–1944), deutscher Heimatforscher
- Wildschut, Piet (* 1957), niederländischer Fußballspieler und -trainer
- Wildschutt, Adriaan (* 1998), südafrikanischer Langstreckenläufer
- Wildschütz, Martin (* 1959), deutscher Jurist, Präsident des Landesarbeitsgerichts Rheinland-Pfalz
- Wildsmith, Brian (1930–2016), britischer Maler und Kinderbuchillustrator
- Wildsmith, Dawn (* 1963), US-amerikanische Schauspielerin
- Wildsmith, Joe (* 1995), englischer Fußballspieler auf der Position des Torwarts
- Wildsmith, Paul (1944–2000), britischer Radrennfahrer
- Wildstein, Bronisław (* 1952), polnischer Journalist und Schriftsteller
- Wildstylez (* 1983), niederländischer Hardstyle DJ und Musikproduzent

### Wildt
- Wildt, Adolfo (1868–1931), italienischer Bildhauer
- Wildt, August (1882–1963), deutscher Maler und Kirchenmaler, Kunstpädagoge sowie Restaurator
- Wildt, Bernhard (* 1966), deutscher Politiker (CDU, Freie Wähler, AfD)
- Wildt, Bert te (* 1969), deutscher Psychiater
- Wildt, Carl, deutscher Zeichner, Kupferstecher und Lithograf
- Wildt, Heinrich (1801–1835), deutscher Kupfer- und Schriftstecher
- Wildt, Helmut (1922–2007), deutscher Schauspieler
- Wildt, Johann (1913–1983), österreichischer Politiker (ÖVP), Landtagsabgeordneter im Burgenland
- Wildt, Johann (1937–1987), österreichischer Politiker (ÖVP), Landtagsabgeordneter
- Wildt, Johann Christian Daniel (1770–1844), deutscher Mathematiker und Hochschullehrer
- Wildt, Johannes (* 1945), deutscher Hochschuldidaktiker
- Wildt, Klemens (1901–1980), deutscher Sportwissenschaftler und Sporthistoriker
- Wildt, Koos van der (1905–1985), niederländischer Fußballspieler
- Wildt, Michael (* 1954), deutscher Historiker
- Wildt, Pauline van der (* 1944), niederländische Schwimmerin
- Wildt, Philipp (1902–1981), deutscher Politiker (NSDAP, parteilos)
- Wildt, Rupert (1905–1976), deutschamerikanischer Astronom
- Wildt-Tanneberger, Erna (1907–1978), deutsche Bürgermeisterin der Stadt Weißenfels
- Wildtfanck, Carl Gottfried (1732–1813), Lübecker Ratsherr

### Wildu
- Wildung, Dick (1921–2006), US-amerikanischer American-Football-Spieler
- Wildung, Dietrich (* 1941), deutscher Ägyptologe
- Wildung, Fritz (1872–1954), deutscher Politiker und Sportfunktionär
- Wildungen, Ludwig von (1754–1822), deutscher Forstmann und Schriftsteller

### Wildv
- Wildvang, Dodo (1873–1940), deutscher Geologe
- Wildvogel, Christian (1644–1728), deutscher Rechtswissenschaftler